# Петровский мост (Ломоносов)
Петровский мост — пешеходный каменный арочный мост через реку Карасту на территории дворцово-паркового ансамбля Ораниенбаум, в Ломоносове. Соединяет Верхний и Петровский парки.
Существующий мост возведён в 1910 году. Является самым большим мостом, возведенным на территории парка.

## История
Первый Петровский мост был деревянным. Он соединил Петровский дворец и Собственную дачу Екатерины II. Его перестроили по проекту архитектора Г. А. Прейса в 1874 году. Мост имел дугообразный пролёт для лучшего стока дождевой и талой воды. Его фасады украшены вертикальными накладными филёнками.
В 1910 году по проекту архитектора О. А. Паульсона построен новый каменный трёхарочный мост. Его декорировали закалённой жёлтой плиткой (так называемый «кабанчик»), имитирующей кирпич, и цементным рустом. Элементы украшений моста выполнены в стиле модерн.
Под конструкцией моста сохранились фундаменты декоративных павильонов XVIII века.
В 2020—2022 годах в рамках масштабной реконструкции парка к 310-летию Ломоносова, Петровский мост отреставрировали.